# Letztes erfreuliches Operntheater
Letztes erfreuliches Operntheater (Eigenschreibweise L.E.O. - Letztes Erfreuliches Operntheater) ist ein nicht auf Gewinn ausgerichteter Verein zur Erforschung und Förderung des musiktheatralischen Ausdrucks mit Sitz in Wien. Gegründet wurde der Verein 1993 anlässlich der Österreichischen Erstaufführung des Einakters „Der Gast“ (L’Invito) von Marco Pontini. Das Repertoire reicht von Opern über Kabarett bis zu Wienerlied-Abenden. Mit 50 Plätzen ist das L.E.O. eine der kleinsten Opernbühnen Wiens.
Das Grundkonzept von L.E.O. ist die Präsentation von Musiktheater in einer sowohl spielerischen als auch möglichst einfachen und klaren Form.